# 线条骑士
《线条骑士》（英语：Line Rider）是由斯洛文尼亚人 Boštjan Čadež 于2006年9月發表的遊戲，有網頁版本及iphone版本。游戏没有目标和分数，玩家通过作图工具与播放工具作图使画面中穿着彩色围巾、骑着雪橇的小人按照玩家设计路线滑行。

## 游戏机制
《线条骑士》的核心玩法是玩家通过鼠标或触控板绘制轨道线条来控制游戏中的角色。玩家可以创建稳定的轨道，让角色在上面顺畅滑行。这种设计允许高度的创造性，玩家可以设计出复杂的轨道和难度各异的挑战。游戏的物理引擎基于简化的物理定律，因此轨道的设计需考虑到重力和惯性等因素。

## 历史演变
《线条骑士》的灵感来源于 Čadež 对物理模拟和极简设计的兴趣。最初，这款游戏是一个Flash应用程序，并在2006年发布在他的个人网站上。随着游戏的流行，《线条骑士》被移植到多个平台，包括iOS和Android，并且有多个续集和衍生版本。